# Garlstorf
Garlstorf is een gemeente in de Duitse deelstaat Nedersaksen. De gemeente maakt deel uit van de Samtgemeinde Salzhausen in het Landkreis Harburg. Garlstorf telt 1.152 inwoners.
Het dorp ligt vlak ten oosten van afrit 40 van de Autobahn A7. Voor meer gegevens over infrastructuur en verbindingen zie het artikel over de Samtgemeinde Salzhausen.
Garlstorf ligt ten westen van het hoofddorp van de Samtgemeinde, Salzhausen, waar ook de meeste scholen, winkels e.d. te vinden zijn.
Ten gerieve van de schietsport is op een kilometer ten noordoosten van het dorp een moderne schietbaan aanwezig (Schießstand Garlstorf).
Het is van oorsprong een weinig belangrijk boerendorp. Na de Tweede Wereldoorlog hebben er zich woonforensen gevestigd, die in Hamburg of een andere stad in de omgeving werken. Het dorp ligt nabij enkele grote bossen, die tot de Lüneburger Heide worden gerekend. Mede daarom heeft er zich enig toerisme ontwikkeld.

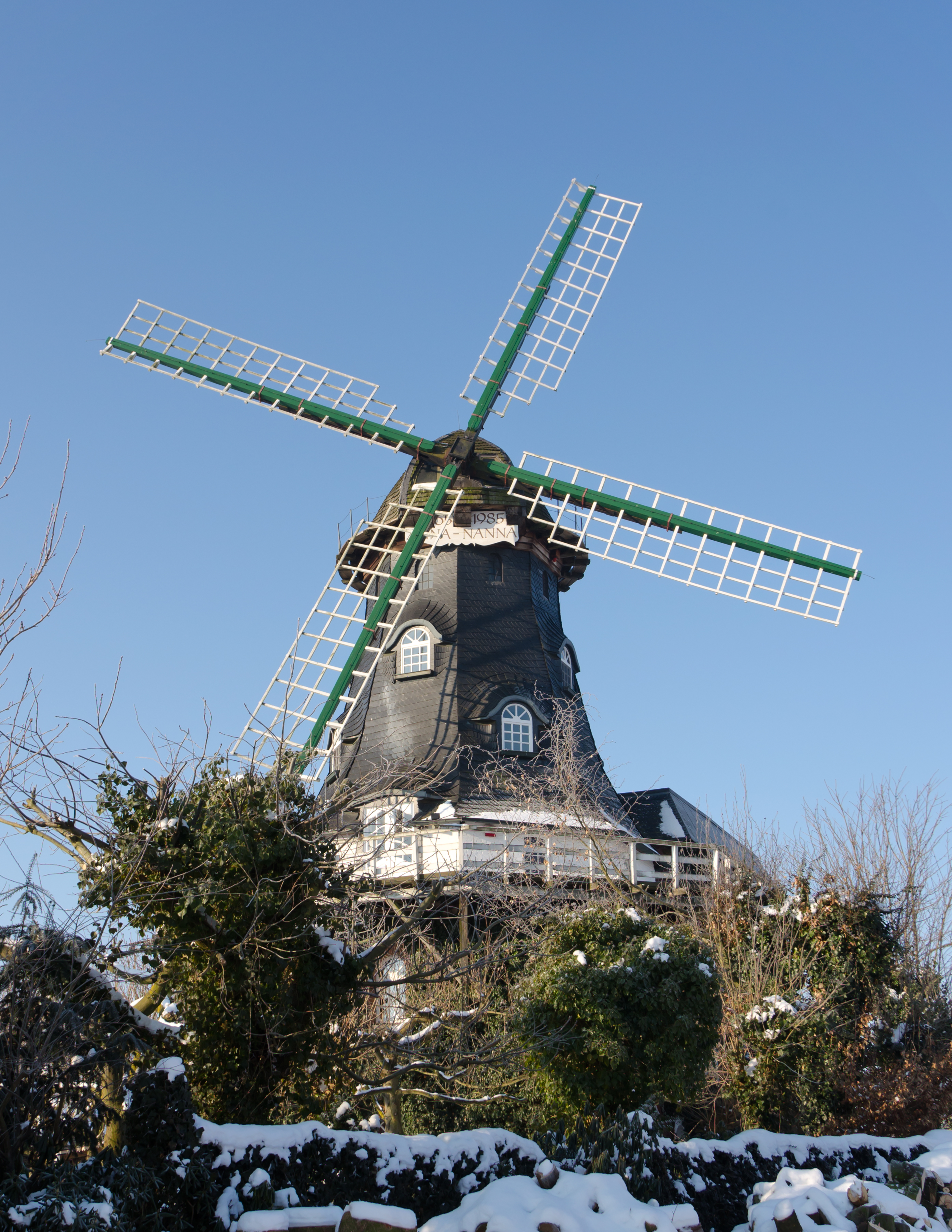
Windmolen in Garlstorf
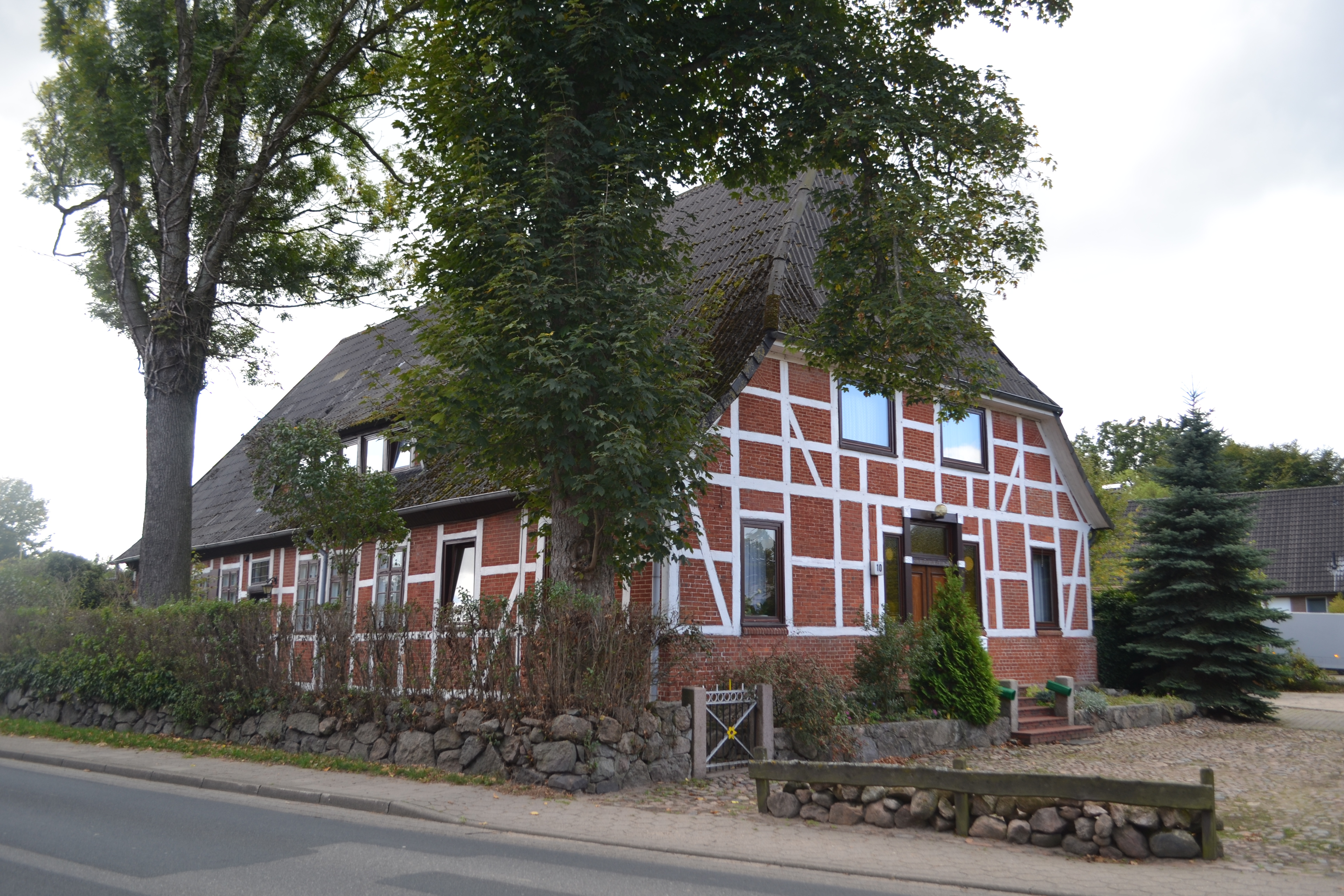
Oude boerderij in Garlstorf
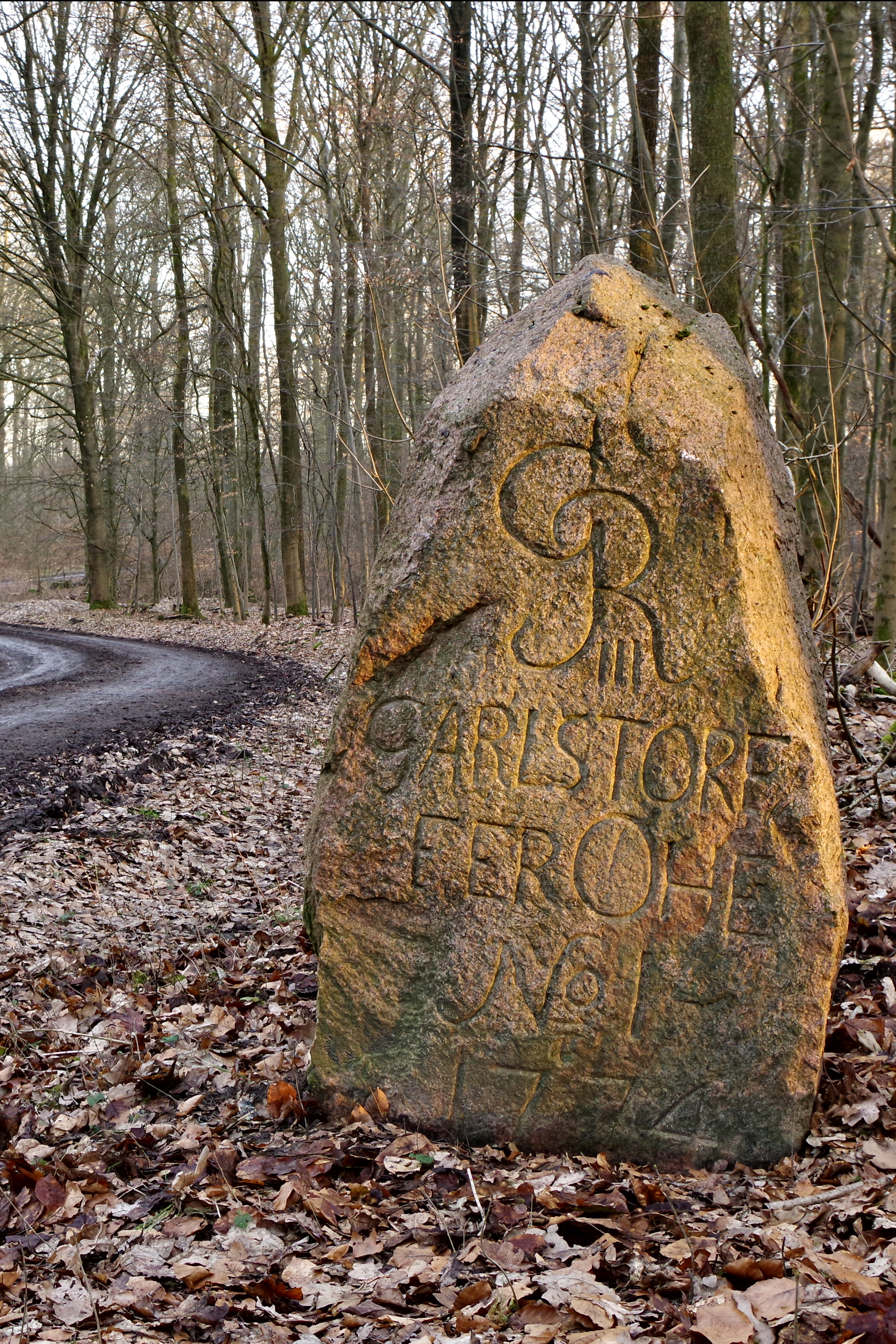
18e-eeuwse grenssteen met monogram van koning en keurvorst George III

- Gemeinsame Normdatei: 5546682-5
- Virtual International Authority File: 133481198

Appel · 
Asendorf · 
Bendestorf · 
Brackel · 
Buchholz in der Nordheide · 
Dohren · 
Drage · 
Drestedt · 
Egestorf · 
Eyendorf · 
Garlstorf · 
Garstedt · 
Gödenstorf · 
Halvesbostel · 
Handeloh · 
Hanstedt · 
Harmstorf · 
Heidenau · 
Hollenstedt · 
Jesteburg · 
Kakenstorf · 
Königsmoor · 
Marschacht · 
Marxen · 
Moisburg · 
Neu Wulmstorf · 
Otter · 
Regesbostel · 
Rosengarten · 
Salzhausen · 
Seevetal · 
Stelle · 
Tespe · 
Toppenstedt · 
Tostedt · 
Undeloh · 
Vierhöfen · 
Welle · 
Wenzendorf · 
Winsen (Luhe) · 
Wistedt · 
Wulfsen